# Michal Mertiňák
Michal Mertiňák, né le 10 octobre 1979 à Považská Bystrica, est un joueur de tennis slovaque, professionnel de 1999 à 2013.

## Carrière
Il a surtout joué en double, remportant 13 titres ATP et atteignant 12 autres finales.
Sa meilleure performance en Grand Chelem est un quart de finale au tournoi de Wimbledon 2005 avec son compatriote Dominik Hrbatý.
Son partenaire le plus fréquent est le Tchèque František Čermák avec qui il a remporté 7 titres ATP.
Il a disputé le match décisif de la finale de la Coupe Davis 2005 qui opposait la Slovaquie à la Croatie, en remplacement de Karol Beck blessé. Il a cependant été battu par Mario Ančić.

## Palmarès

### Titres en double (13)
| 13 titres en double | 0 G. Chelem | 0 G. Chelem | 0 G. Chelem | 0 G. Chelem | 0 Masters | 0 Masters | 0 Masters   | 0 Masters   | 0 Masters 1000 | 0 Masters 1000 | 0 Masters 1000 | 0 Masters 1000 | 3 ATP 500          | 3 ATP 500          | 3 ATP 500          | 3 ATP 500          | 10 ATP 250         | 10 ATP 250         | 10 ATP 250     | 10 ATP 250     | 0 JO           | 0 JO           | 0 JO           | 0 JO           |
| 13 titres en double | 4 sur dur   | 4 sur dur   | 4 sur dur   | 4 sur dur   | 4 sur dur | 4 sur dur | 0 sur gazon | 0 sur gazon | 0 sur gazon    | 0 sur gazon    | 0 sur gazon    | 0 sur gazon    | 8 sur terre battue | 8 sur terre battue | 8 sur terre battue | 8 sur terre battue | 8 sur terre battue | 8 sur terre battue | 1 sur moquette | 1 sur moquette | 1 sur moquette | 1 sur moquette | 1 sur moquette | 1 sur moquette |

## Parcours dans les tournois duGrand Chelem

### En simple
| Année | Open d'Australie | Open d'Australie | Internationaux de France | Internationaux de France | Wimbledon       | Wimbledon   | US Open | US Open |
| ----- | ---------------- | ---------------- | ------------------------ | ------------------------ | --------------- | ----------- | ------- | ------- |
| 2003  | —                | —                | —                        | —                        | 1er tour (1/64) | R. Štěpánek | —       | —       |

N.B. : à droite du résultat se trouve le nom de l'ultime adversaire.

### En double
| Année | Open d'Australie            | Open d'Australie        | Internationaux de France     | Internationaux de France  | Wimbledon                 | Wimbledon              | US Open                   | US Open              |
| ----- | --------------------------- | ----------------------- | ---------------------------- | ------------------------- | ------------------------- | ---------------------- | ------------------------- | -------------------- |
| 2005  | —                           | —                       | —                            | —                         | 1/4 de finale D. Hrbatý   | B. Bryan M. Bryan      | 2e tour (1/16) D. Hrbatý  | W. Arthurs P. Hanley |
| 2006  | 2e tour (1/16) D. Hrbatý    | A. Fisher J. Gimelstob  | 1/8 de finale D. Hrbatý      | L. Dlouhý P. Vízner       | 2e tour (1/16) P. Pála    | B. Bryan M. Bryan      | 1er tour (1/32) D. Hrbatý | J. Knowle J. Melzer  |
| 2007  | 2e tour (1/16) P. Pála      | P. Hanley K. Ullyett    | 2e tour (1/16) P. Pála       | A. Clément M. Llodra      | 1er tour (1/32) D. Hrbatý | H. Levy R. Ram         | 2e tour (1/16) P. Pála    | B. Bryan M. Bryan    |
| 2008  | 1er tour (1/32) J. Levinský | J. Melzer A. Peya       | 1/8 de finale J.-C. Scherrer | J. Björkman K. Ullyett    | 1er tour (1/32) O. Marach | T. Johansson J. Melzer | 1/8 de finale L. Zovko    | B. Bryan M. Bryan    |
| 2009  | 2e tour (1/16) F. Čermák    | P. Hanley J. Kerr       | 2e tour (1/16) F. Čermák     | S. Aspelin P. Hanley      | 2e tour (1/16) F. Čermák  | J. Delgado J. Marray   | 2e tour (1/16) F. Čermák  | S. Bolelli A. Seppi  |
| 2010  | 1er tour (1/32) F. Čermák   | F. González I. Ljubičić | 1/8 de finale F. Čermák      | M. López P. Riba          | 2e tour (1/16) F. Čermák  | M. Damm F. Polášek     | 1er tour (1/32) F. Čermák | M. Melo B. Soares    |
| 2011  | 2e tour (1/16) M. Knowles   | E. Butorac J.-J. Rojer  | 1er tour (1/32) M. Knowles   | A. Dolgopolov X. Malisse  | —                         | —                      | —                         | —                    |
| 2012  | 2e tour (1/16) A. Sá        | S. Lipsky R. Ram        | 1er tour (1/32) A. Sá        | M. Knowles X. Malisse     | 1er tour (1/32) L. Dlouhý | R. Lindstedt H. Tecău  | 1/8 de finale F. Čermák   | A. Peya B. Soares    |
| 2013  | 1er tour (1/32) F. Čermák   | J. Chardy Ł. Kubot      | 2e tour (1/16) F. Čermák     | D. Marrero F. Verdasco    | 2e tour (1/16) F. Čermák  | C. Fleming J. Marray   | 1er tour (1/32) M. Kližan | A. Krajicek D. Kudla |
| 2014  | —                           | —                       | 1er tour (1/32) J. Knowle    | G. García-López P. Oswald | —                         | —                      | —                         | —                    |

N.B. : le nom du ou de la partenaire se trouve sous le résultat ; le nom des ultimes adversaires se trouve à droite.

### En double mixte
| Année | Open d'Australie              | Open d'Australie       | Internationaux de France | Internationaux de France  | Wimbledon                      | Wimbledon                  | US Open                       | US Open                     |
| ----- | ----------------------------- | ---------------------- | ------------------------ | ------------------------- | ------------------------------ | -------------------------- | ----------------------------- | --------------------------- |
| 2009  | -                             | -                      |                          |                           | 2e tour (1/16) Mara Santangelo | Cara Black Leander Paes    | 1er tour (1/16) Kaia Kanepi   | Flavia Pennetta Dušan Vemić |
| 2010  | 1er tour (1/16) N. Llagostera | J. Gajdošová Sam Groth |                          |                           | 1er tour (1/32) A. Hlaváčková  | Elena Baltacha Ken Skupski | 1er tour (1/16) A. Hlaváčková | Melanie Oudin Ryan Harrison |
| 2011  | -                             | -                      | 1/4 finale V. Uhlířová   | C. Dellacqua Scott Lipsky | -                              | -                          | -                             | -                           |
| 2013  | -                             | -                      | -                        | -                         | 1er tour (1/32) V. Uhlířová    | Eric Butorac Alizé Cornet  | -                             | -                           |

N.B. : le nom de la partenaire se trouve sous le résultat ; le nom des ultimes adversaires se trouve à droite.